# Валеран I (граф Лимбурга)
Вальрам (Валеран, Галеран) I (фр. Waléran, нем. Walram, лат. Galeranus; XI век — 1082 или около 1082) — граф Арлона под именем Вальрам II с 1052 года, граф Лимбурга с 1065 года, родоначальник Лимбургского дома.

## Биография

### Происхождение
Точное его происхождение не известно, однако его можно реконструировать по косвенным источникам. Так, в латинском источнике, известном как «Деяния Трирцев» (Gesta Treverorum), указано, что у графини Адельгейды были сыновья по имени Вальрам и Фульк. Кроме того, архиепископ Трира Эбергард в акте, датируемом 1052 годом, упоминает прошлые пожертвования графа Арлона Вальраммо и его жены Адельгейды, а в акте, датируемом 1053 годом, упоминает о пожертвовании их сыновей, Вальрама и Фулька, сделанное ими после смерти родителей.
На основании этих документов, а также «Хроники» Альберика де Труа-Фонтена, называющей Вальрама «сыном Адели, дочери герцога Теодериха», его идентифицируют с одним из двух братьев, считая его сыном графа Арлона Вальрама I и Адельгейды Лотарингской, дочери герцога Верхней Лотарингии Тьерри (Дитриха) I.

### Правление
После смерти своего вероятного отца, Вальрам совместно с братом Фульком унаследовал графство Арлон. Позже, благодаря браку с дочерью герцога Нижней Лотарингии Фридриха II Люксембургского, Вальрам унаследовал графство Ленгау, ставшее ядром графства Лимбург. Однако в акте монастыря Св. Альберта в Ахене, датируемом 1061 годом, графом Лимбурга упоминается граф Удо (лат. Comes Udo de Lemborch), который называется наследником Фридриха. Этому сообщению противоречит «Хроника» Альберика де Труа-Фонтена, который указывает, что графство Лимбург (лат. castrum de Lemborch) было создано Вальрамом. Для объяснения этого историк Эрнст, написавший XIX веке «Историю Лимбурга», после детального обзора источников выдвинул версию, по которой граф Удо и граф Вальрам — одно и то же лицо. Однако существуют и другие гипотезы о происхождении Удо, по которым он был либо неназванным в других источниках сыном герцога Фридриха, либо мужем неназванной старшей дочери Фридриха.
О правлении Вальрама известно очень мало. Согласно Альберику де Труа, именно Вальрам построил (или укрепил) замок Лимбург, давший название графству. После смерти около 1078 года брата Фулька Вальрам стал единовластным правителем графства Арлон.
Умер Вальрам незадолго до 1082 года.

### Брак и дети
Жена: с до 1062 Юдит (Ютта), дочь Фридриха II Люксембургского, герцога Нижней Лотарингии. Дети:
- Генрих I (ум. 1119), граф Арлона и Лимбурга с 1081, герцог Нижней Лотарингии (Генрих II) 1101—1106, герцог Лимбурга с 1106[6]
- Конрад I фон Мергейм (ум. после 1088)